# Малката русалка (статуя)
Малката русалка (на датски: Den lille Havfrue) е наименованието на една бронзова скулптура, първоначално разположена на крайбрежния булевард Langelinie в Копенхаген, където е монтирана на камък във водата. Тя се е превърнала в емблема на Копенхаген, като със своята височина от 1,25 м. представлява и една от най-малките градски емблеми в света. Фигурата е създадена по едноименната приказка на датския разказвач на приказки Ханс Кристиян Андерсен.

## История
Създадена от Едвард Ериксен по поръчка на сина на основателя на пивоварната Карлсберг, Карл Якобсен, който е очарован от балета по приказката в кралския театър в Копенхаген. Като модел за скулптурата е трябвало да бъде примабалерината Елен Прайс, но тъй като тя отказва категорично да позира гола, Ериксен я използва за модел само на главата, а за тялото използва жена си Елин. Бронзовата статуя е открита на 23 август 1913 г. и предадена като дар на Копенхаген. От тогава тя се превръща в символ и една от най-важните забележителности на града.

## Копия
Поради голямата популярност на статуята в много градове на света са поставени нейни копия. Известни са такива в Саратов, Амстердам, Париж, Рим, Токио, Шънджън и Сидни..

## Вандализъм
През годините статуята е предмет на различни форми на вандализъм и политически акции.